# Anse Murray
L'anse Murray est une grande baie située sur le côté sud-ouest de l'île Melville, dans les Territoires du Nord-Ouest, au Canada. Elle rejoint le golfe de Liddon et le détroit de M'Clure au sud-ouest.
Le Murray Inlet a été cartographié pour la première fois lors de l'expédition de Sir William Edward Parry en 1819–1820 dans le Passage du Nord-Ouest.